# Karl Warner
Karl Warner (Estados Unidos, 23 de junio de 1908-15 de septiembre de 1995) fue un atleta estadounidense, especialista en la prueba de 4x400 m en la que llegó a ser campeón olímpico en 1932.

## Carrera deportiva
En los JJ. OO. de Los Ángeles 1932 ganó la medalla de oro en los relevos de 4x400 metros, con un tiempo de 3:08.2 segundos, llegando a meta por delante de Reino Unido (plata) y Canadá (bronce), siendo sus compañeros de equipo: Edgar Ablowich, Ivan Faqua y Bill Carr.